# La Pallu
La Pallu és un municipi francès situat al departament de Mayenne i a la regió de País del Loira. L'any 2007 tenia 182 habitants.

## Demografia

### Població
El 2007 la població de fet de La Pallu era de 182 persones. Hi havia 76 famílies de les quals 24 eren unipersonals (16 homes vivint sols i 8 dones vivint soles), 24 parelles sense fills i 28 parelles amb fills.
La població ha evolucionat segons el següent gràfic:
Habitants censats

### Habitatges
El 2007 hi havia 139 habitatges, 77 eren l'habitatge principal de la família, 33 eren segones residències i 29 estaven desocupats. 136 eren cases i 3 eren apartaments. Dels 77 habitatges principals, 50 estaven ocupats pels seus propietaris, 23 estaven llogats i ocupats pels llogaters i 5 estaven cedits a títol gratuït; 2 tenien una cambra, 8 en tenien dues, 10 en tenien tres, 23 en tenien quatre i 35 en tenien cinc o més. 65 habitatges disposaven pel capbaix d'una plaça de pàrquing. A 40 habitatges hi havia un automòbil i a 34 n'hi havia dos o més.

### Piràmide de població
La piràmide de població per edats i sexe el 2009 era:
| Homes | Edats   | Dones |
| ----- | ------- | ----- |
| 0     | 95 o +  | 0     |
| 0     | 90 a 94 | 0     |
| 4     | 85 a 89 | 0     |
| 4     | 80 a 84 | 0     |
| 4     | 75 a 79 | 16    |
| 4     | 70 a 74 | 4     |
| 0     | 65 a 69 | 0     |
| 4     | 60 a 64 | 8     |
| 0     | 55 a 59 | 4     |
| 12    | 50 a 54 | 4     |
| 8     | 45 a 49 | 0     |
| 4     | 40 a 44 | 4     |
| 12    | 35 a 39 | 4     |
| 4     | 30 a 34 | 8     |
| 12    | 25 a 29 | 4     |
| 0     | 20 a 24 | 4     |
| 0     | 15 a 19 | 0     |
| 4     | 10 a 14 | 4     |
| 8     | 5 a 9   | 8     |
| 12    | 0 a 4   | 4     |

## Economia
El 2007 la població en edat de treballar era de 102 persones, 77 eren actives i 25 eren inactives. De les 77 persones actives 68 estaven ocupades (39 homes i 29 dones) i 9 estaven aturades (6 homes i 3 dones). De les 25 persones inactives 10 estaven jubilades, 7 estaven estudiant i 8 estaven classificades com a «altres inactius».

### Ingressos
El 2009 a La Pallu hi havia 81 unitats fiscals que integraven 190 persones, la mediana anual d'ingressos fiscals per persona era de 14.254 €.

### Activitats econòmiques
Dels 5 establiments que hi havia el 2007, 1 era d'una empresa de comerç i reparació d'automòbils, 1 d'una empresa d'hostatgeria i restauració, 1 d'una empresa immobiliària, 1 d'una empresa de serveis i 1 d'una entitat de l'administració pública.
L'únic servei als particulars que hi havia el 2009 era un taller de reparació d'automòbils i de material agrícola.
L'any 2000 a La Pallu hi havia 18 explotacions agrícoles que ocupaven un total de 620 hectàrees.

## Poblacions més properes
El següent diagrama mostra les poblacions més properes.